# Spiralbrännare
En spiralbrännare är typ av kolonnbrännare med en enkel långsam luftkyld destillationsapparat, vanligen använd till hembränning. Kolonn och kylare består av ett 5 meter långt kopparrör lindad i spiralform. Röret går först upp för att fungera som enkel kolonn, och sedan ner för att kyla produkten. Kokkärl består vanligtvis av en 30 liters vinhink i pp plast. Värmekällan är typiskt en 300W doppvärmare. Spiralbrännaren är populär eftersom den trots sin enkla konstruktion och låga tillverkningskostnad klarar att ge 95% alkohol.